# 大学祭

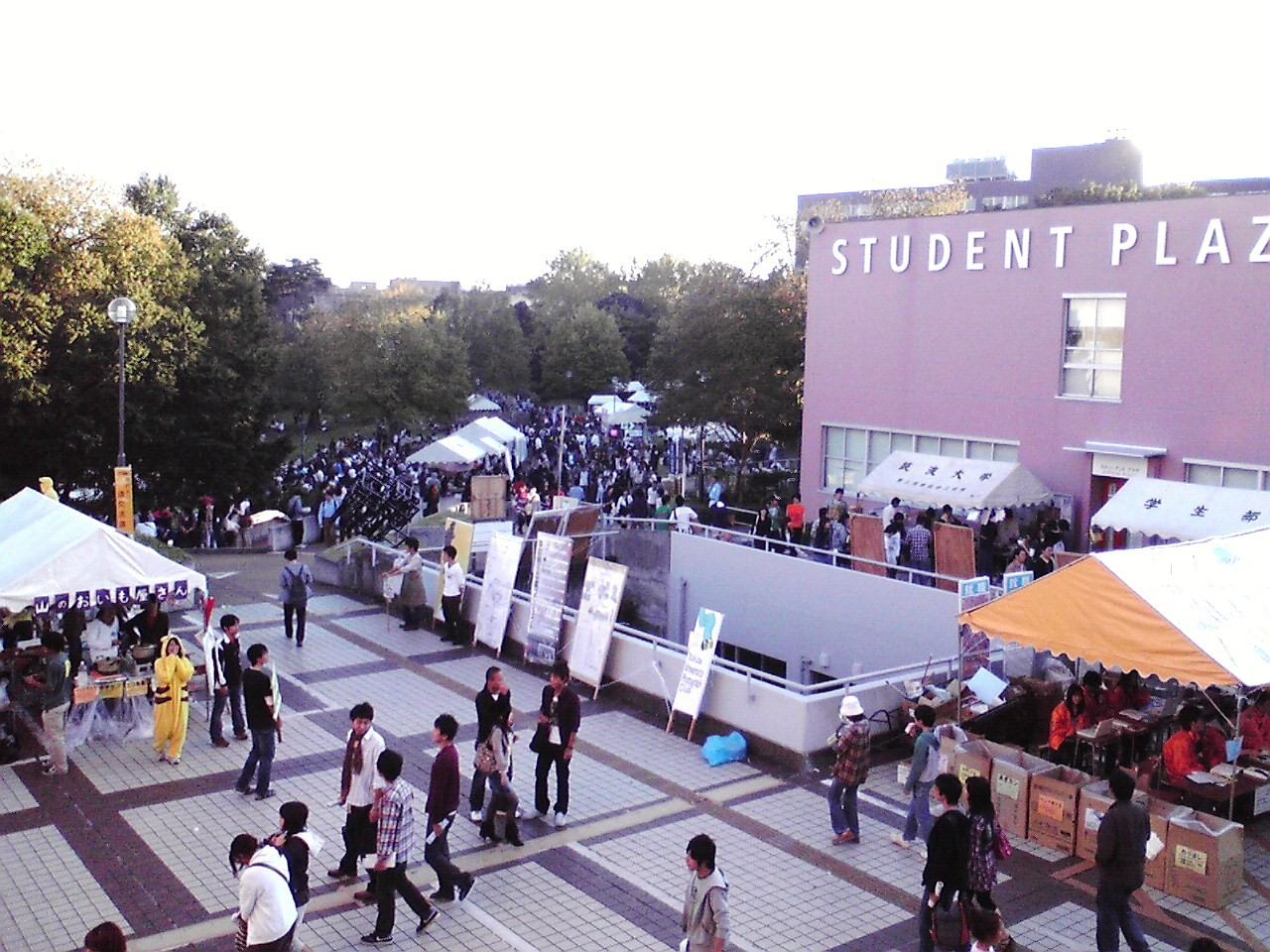
大学祭（2009年、筑波大学）

大学祭（だいがくさい）は、日本の大学（短期大学を含む。以下同じ）において課外活動および公開行事として行われている学生主体の行事である。学園祭（がくえんさい）または学祭（がくさい）と呼ぶ大学もある。
なお専修学校や高等専門学校（高専）、文部科学省所管外の施設（省庁大学校など）においても、これに相当する行事が開催される場合がある。

## 概要
学生主体のイベントを大学祭と呼ぶ基準は特に公式に決まっているものはない。しかし、大学祭と呼ばれるイベントは概ね以下のような条件を満たす場合に呼ばれることが多い。
- 大学の事務局が実行委員会を公式認可している。
- 大学のキャンパスで実施されている。
- 学生で組織される実行委員会が運営主体となっている。

大学祭運営のほとんどが学生の手によって行われ、大学の事務局や教員の学生委員会などは、学生の活動に合わせて認可や助言を行なう。一般的には各学部の教員・職員、学生や大学祭（学園祭）をつかさどる学生部の職員が中心となって認可や助言を行ない、広報・財務・施設などの関係部局がその支援を行う形態が多い。ただし、一部の大学においては、研究室開放という名目で、教員の研究発表を行っているものも見られる。なお、学生運動の影響などで、学生側の学園祭主催団体が複数存在する場合などは、混乱を避けるために大学主催で運営することもある。
大学祭は在校生だけでなく、在校生の友人や両親、卒業生など外部や地域の人達へ学校を開放させたり、学生達の意識を高揚させたりするという役割を果たしている。ただし退学者の入場は認めていない学校もある。具体的には、クラブ活動などの学生団体による展示・発表、会誌・会報などの発行、資金調達や団結強化のための模擬店出店や、ゼミナール等が行っている教育研究などの活動を発表する場となる。
資金調達も学生が行っている事が多いが、授業料とともに学友会費などとして学校が代理徴収して、その費用の一部（金額のおおむね半分以内）を大学祭の費用にあてるという形態も見られる。また法政大学においては、大学当局の宣伝・支援を拒否し、学生が独自に企画・運営を行なう「自主法政祭」が開催されている。
さらには東京六大学学園祭連盟のように、大学間で連携し、協力体制を敷いている場合もある。
なお、2020年からの新型コロナウイルス感染症流行の影響により、オンライン開催とする所もある。

## 歴史

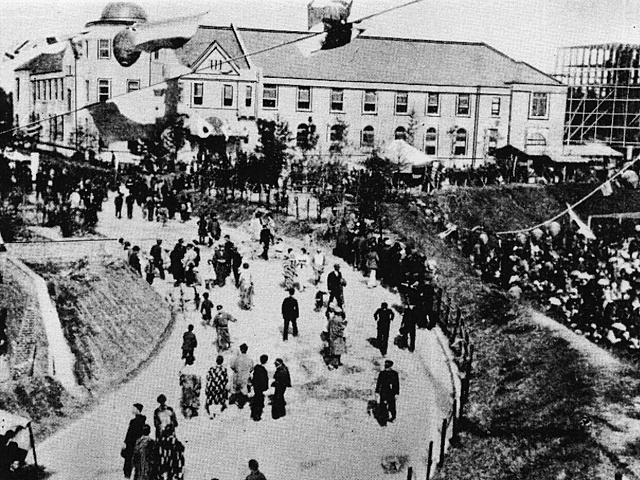
関西大学の大学祭（1927年）

大学などの高等教育機関における大学祭（学園祭）は、第二次世界大戦前から行われている。例えば東京大学の五月祭は90回以上、東京農業大学の収穫祭は2023年時点で132回を数える。なお、現在一般的である形態で行われるようになったのは第二次世界大戦後からであるとし、学生運動の発生とともに発展してきたという見方もある。日本で最も古い部類に入る大学祭としては、東京外国語大学の外語祭があり、外国語劇を初めて上演した1900年の「講演会」までその歴史を遡ることができ、戦時中の中断等を挟み2008年時点で86回を数える。なお、新制国立大学における最初の文化祭は、岐阜大学の「岐大祭」であるといわれており、2023年時点で75回を数える。

## 問題点
大学祭については、次のような内容・運営に関して改善を求める意見があがる学校も見られる（以下はこうした意見の要因および背景）。
|   | 要因                                                                                               | 背景 |
| - | -------------------------------------------------------------------------------------------------- | --- |
| 1 | ゼミによる発表など、教育や研究に関する発表・展示などが少ない。                                     | 学生や学校側が、ともにこうした発表・展示に対する関心があまりない。                                                                             |
| 2 | 教員が無関心で、一部の教員に負担と権限が集中してしまう。                                           | 上記の要因とも関連している。 |
| 3 | 行事主催団体（実行委員会など）や模擬店を催しているサークルなどの一部の学生のみで盛り上がっている。 | 学園祭自体が全員参加の行事ではないうえ、学園祭自体に関心や興味がない学生もいて、学生の学園祭に対する行動・影響などがニ極化しやすい傾向にある。 |
| 4 | 一部の大学においては、大学祭が一部の思想家との抗争の舞台になる。                                   | 学生数が多い大学では、抗争そのものが学生数の少ない大学よりも起きる確率が高くなる。                                                             |
| 5 | 経費の使途が十分に明らかにされないなど、情報公開が遅れている。                                     | 学園祭実行委員会の組織の構造によって、情報公開度に差がついてくる。                                                                             |

### 衛生管理の問題
飲食を提供する模擬店において、衛生管理が徹底されていないと指摘されている。
2008年6月に開催された名古屋大学の名大祭の来場者らが食中毒になった問題で、名古屋市は、模擬店で販売されたクレープから黄色ブドウ球菌が検出され、作り置きした生地が原因と判断し、千種保健所は学園祭の実行委員会などに衛生指導の徹底を求めた。

### 飲酒問題
近年では高等学校と同様、学生の派手な飲酒文化が問題視され、酒類の販売の禁止などの措置が取られる大学もある。一気飲みの強要など、アルコールハラスメントの温床となっているとの指摘もある。
北海道大学の「北大祭」は、教員組織である学生委員会と北海道大学大学祭全学実行委員会事務局（学生組織）では、2005年に酒類の販売を中止することで合意し、北大祭期間中は「飲酒並びに酒類販売を学生により自主規制する」ということになっている。以来北大祭では飲酒事故はほぼ無くなっている。
一方、筑波大学の「雙峰祭」は、大学と学園祭実行委員会（学生会「全学学類・専門学群代表者会議」の下部組織）は2008年の学園祭出展企画の酒類販売を禁止した。2008年に会場内へ持ち込まれた酒類によるトラブルを受け、2009年以降は酒類持ち込み禁止を決定した。一方で、学園祭実行委員会による酒の配布は可とする二重の基準を設けることで、酒類の全面禁止を避けつつ事故を防ぐ取り組みがなされている。